# The Bad the Worse and the Out of Print
The Bad the Worse and the Out of Print è una raccolta di b-side e rarità del gruppo pop punk statunitense The Bouncing Souls, pubblicato l'8 ottobre 2002. Include tracce di EP e compilation, cover, versioni alternative di alcune canzoni, oltre a demo e outtake.

## Tracce
1. The Ballad of Johnny X (da	Punk Sucks) - 2:12
2. Mommy, Can I Go Out and Kill Tonight? (da Violent World: A Tribute to the Misfits)  - 1:55
3. Quick Chek Girl - 2:39
4. Kids in America (Kim Wilde) - 3:36
5. P.M.R.C. - 2:46
6. Slave to Fashion (demo) - 2:29
7. Code Blue (TSOL) - 2:01
8. Lamar Vannoy (live su WXPN) - 3:22
9. Punk Uprisings Theme - 1:00
10. Kicked in the Head - 3:42
11. St. Jude's Day - 3:07
12. Pervert (da Homage: Lots of Bands Doing Descendents Songs) - 1:40
13. Don't You (Forget About Me) (da Before You Were Punk 2, cover dei Simple Minds) - 4:48
14. Spank - 2:57
15. Like a Fish in Water (da Short Music for Short People) - 0:35
16. Born to Lose (Ray Charles) - 1:57
17. Dirt (demo) - 2:49
18. East Coast! Fuck You! (live at the Capital Ballroom) - 1:04
19. I Started Drinking Again (outtake da Maniacal Laughter) - 1:44
20. Instrumental (outtake da Hopeless Romantic) - 1:17
21. Here We Go (live in Philadelphia) - 3:21
22. Neurotic (live in Philadelphia) - 3:04

## Crediti[3]
- Bryan Kienlen - basso, voce
- Shal Khichi - batteria
- Rick Ballard - foto di copertina
- Christine Boarts - foto